# Manami Konishi
Manami Konishi (小西 真奈美 Konishi Manami?,  Satsumasendai, Prefectura de Kagoshima, 27 de octubre de 1978) es una actriz, modelo y cantante japonesa. Utiliza el nombre de Kazue Fujiki (藤木 一恵 Fujiki Kazue?) en su carrera como cantante.

## Carrera
En 2006, Konishi apareció en la película Retribution de Kiyoshi Kurosawa, la cual fue proyectada en la edición número 63 del Festival Internacional de Cine de Venecia. También protagonizó la película Blue de Hiroshi Ando junto a Mikako Ichikawa, Steamboy de Katsuhiro Otomo, Yukizuri no Machi de Junji Sakamoto y Tōkyō Kōen de Shinji Aoyama.

## Filmografía

### Películas
- Blue (2001)
- Kuroe (2001)
- Amidado Dayori (2002)
- Utsutsu (2002)
- Bayside Shakedown 2 (2003)
- Steamboy (2004)
- Jam Films S (2005)
- Inu no Eiga (2005)
- Udon (2006)
- Tenshi no Tamago (2006)
- Retribution (2007)
- Sweet Rain: Shinigami no Seido (2008)
- Nonchan Noriben (2009)
- Tomato no Shizuku (2010)
- Aibo II (2010)
- Surely Someday (2010)
- Saru Lock (2010)
- Yukizuri no Machi (2010)
- Yubiwa o Hametai (2011)
- Tōkyō Kōen (2011)
- Soup: Umarekawari no Monogatari (2012)

### Televisión
- Drama D-mode Fukaku Mogure Hakkenden 2001 (2000)
- Sui10! Cocorico Miracle Type (2001)
- Shiroi Kage (2001)
- Shin Hoshi No Kinka (2001)
- Churasan (2001)
- Antique: Seiyo Kotto Yogashi Ten (2001)
- Hito ni Yasashiku (2002)
- Baberu (2002)
- Seikei Bijin (2002)
- Tentai Kansoku (2002)
- Churasan 2 (2003)
- Hotman (2003)
- Boku dake no Madonna (2003)
- Unmei ga Mieru Te (2003)
- Renai Shousetsu (2004)
- Fire Boys (2004)
- Hotman '04: Spring Special (2004)
- Churasan 3 (2004)
- Orange Days (2004)
- Ruri no Shima (2005)
- Water Boys 2005 Natsu (2005)
- Children (2006)
- Watashi no Atama no Naka no Keshigomu (2006)
- Akechi Mitsuhide: Kami ni Aisarenakatta Otoko (2007)
- Ruri no Shima: Special 2007 (2007)
- Kira Kira Kenshui (2007)
- Pandora (2008)
- Ashita no Kita Yoshio (2008)
- Ariadne no Dangan (2011)
- Stepfather Step (2012)